# Pile à combustible à céramique protonante
 (novembre 2019).
Si vous disposez d'ouvrages ou d'articles de référence ou si vous connaissez des sites web de qualité traitant du thème abordé ici, merci de compléter l'article en donnant les références utiles à sa vérifiabilité et en les liant à la section « Notes et références ».
La pile à combustible à céramique protonante (en anglais protonic ceramic fuel cell, PCFC) est un type de pile à combustible qui utilise un matériau céramique comme électrolyte, dont les protons ont une conductivité électrique élevée à haute température.

## Fonctionnement et avantages
Les PCFC possèdent les mêmes avantages thermiques et cinétiques[Lesquels ?] à températures élevées de fonctionnement (vers 700 °C, soit 1 100 K environ) que les piles à combustible à carbonate fondu et celles à oxyde solide, en plus de bénéficier de la conductivité des protons des piles à combustible à membrane électrolyte polymère (PEMFC) et à acide phosphorique (PAFC).
Une température de fonctionnement élevée est nécessaire afin d'atteindre un bon niveau de rendement énergétique électrique avec les piles à hydrocarbure. Les PCFC peuvent fonctionner à de hautes températures et oxydent, de manière électrochimique, des combustibles fossiles directement à l'anode. Cela élimine l'étape intermédiaire de production d'hydrogène du procédé de reformation qui est déjà lui-même assez coûteux. Les molécules gazeuses du combustible hydrocarboné sont absorbées à la surface de l'anode en présence de vapeur d'eau, et les atomes d'hydrogène sont suffisamment excités pour être absorbés dans l'électrolyte dont le dioxyde de carbone agit en tant que produit de réaction initiale.
De plus, les PCFC possèdent un électrolyte solide, ce qui implique que la membrane ne peut s'assécher comme dans les piles à combustible PEMFC, ou que le liquide s'échappe comme pour les PAFC.